# ÆON

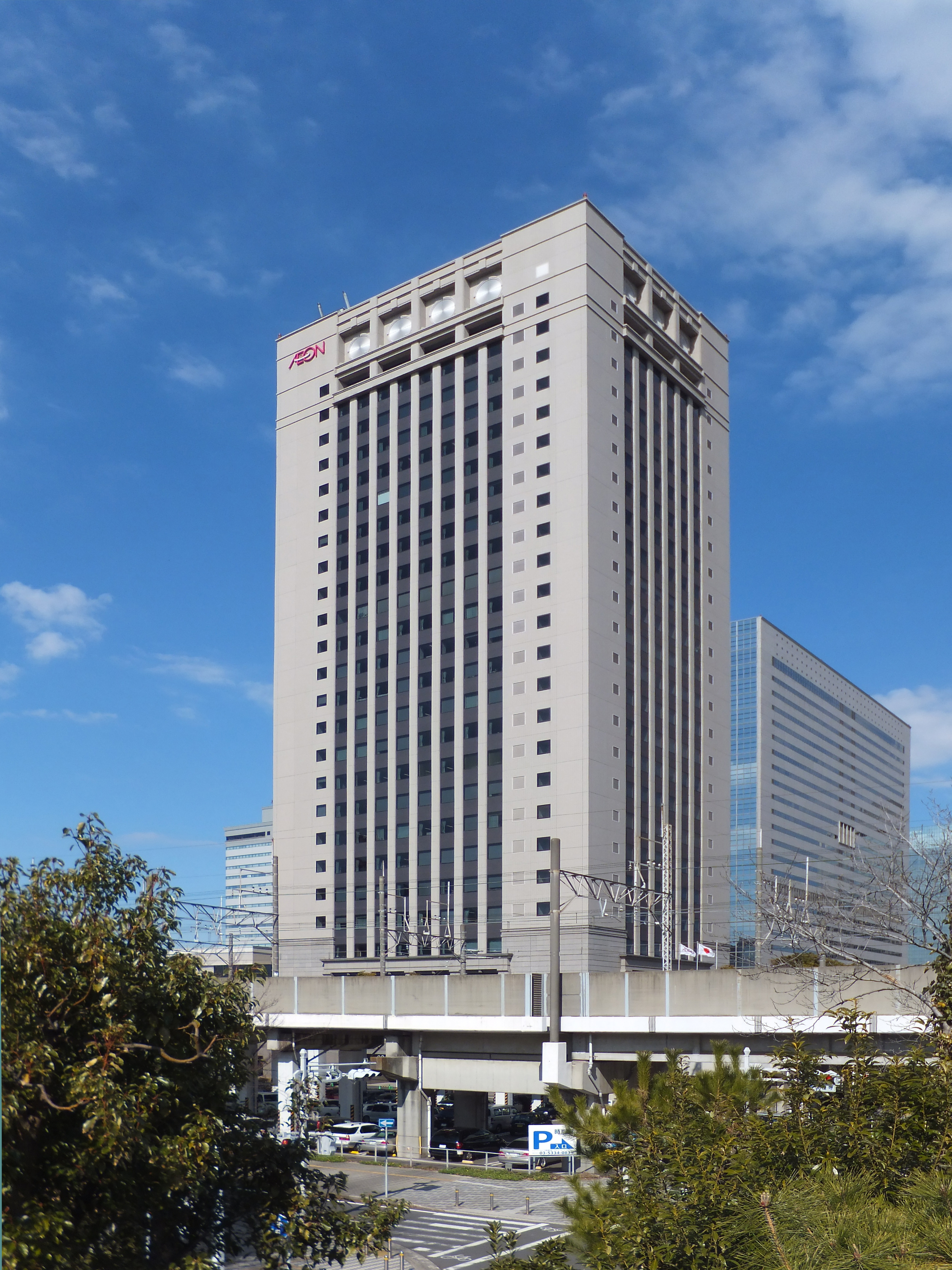
Siège de l'entreprise

Pour les articles homonymes, voir Aeon.
ÆON (イオン株式会社, Ion kabushiki-gaisha, TSE : 8267) est la holding du groupe ÆON.

## Histoire
Fondée en 1758 par Sōzaemon Okada (岡田 惣左衛門, Okada Sōzaemon), elle fait partie de l'indice TOPIX 100.
L'entreprise détient JUSCO (Japan United Stores Company), une entreprise de grande distribution japonaise fondée en 1970.
Elle a développé le porte-monnaie électronique Waon, qui serait le plus répandu au Japon en 2012.